# Фефелова, Дарья Дмитриевна
Дарья Дмитриевна Фефелова (родилась 11 января 1996) — российская регбистка, защитница РК ЦСКА. Мастер спорта России (15 декабря 2014). После карьеры игрока — певица, автор собственных песен.

## Биография

### Игровая карьера
Окончила Училище олимпийского резерва № 1 г. Краснознаменск Московской области (победительница XII Всероссийской студенческой научно-практической конференции УОР РФ «Наука, физическая культура и спорт»). 
Известна по выступлениям за клуб РГУТИС-Подмосковье, в составе которого выигрывала Кубок России в 2013 и 2015 годах. 
В составе российской сборной по регби-7 стала серебряным призёром чемпионата Европы 2015 года, привлекалась к играм Мировой серии по регби-7, где в составе сборной России стала серебряным призёром Мировой серии.. 
До 2021 представляла московский ЦСКА в Федеральной лиге.

### Вне регби
С 2022 занялась pole dance.
В 2023 году начала музыкальную карьеру. В 2024 году выпустила дебютный музыкальный альбом «Я-все». 